# 歌川國芳
歌川國芳（日语：／ Utagawa Kuniyoshi，1798年—1861年），号一勇齋、彩芳舍、朝櫻樓、雪谷、仙真等，為日本活動於江户时代末的浮世绘师，運用新奇的設計，天馬行空的想法和扎實的繪畫能力，突破浮世繪的框架創造許多吸引人的作品。是浮世繪歌川派晚期的代表繪師之一。

## 生平
歌川國芳和另一位以風景畫聞名的歌川派大師歌川廣重同年出生。幼名井草芳三郎，後名孫三郎。父親是經營絲綢染坊的柳屋吉右衛門，在帮助父亲料理生意的同时对艺术产生兴趣。先拜歌川国直為師，後於1811年被初代歌川豐國看中並收為弟子，1814年出師，並取藝名歌川國芳。
和歌川派其他画家一样，他开始是创作戲画，但生意不佳，几年后不得不以修理榻榻米为生。后来偶遇歌川国貞，觉得自己的才能其实高过对方，于是刻苦努力，画出的一些武者三联画得到好评。1827年开始创作著名的水滸傳豪傑百八人系列。30年代早期多創作山水風景畫、40年代创作了大量的美人绘和武者绘。
歌川國芳还因为画猫而著名，经常在画面角落里带上猫。据弟子说他爱猫到作坊里到处养猫的地步。
1842年幕府包括禁止演員、藝妓繪的道德整肃中，歌川國芳被捕而且交了罚款。50年代后，他的作品品質开始下降，晚年受疾病和忧郁的困扰。1861年死于江戶（今东京）。
他最著名的一个学生是月岡芳年。

## 作品画廊
- 浣女
- 猫做鯰之形
- 清盛與荼吉尼
- 忠臣藏十一段目夜討之图
- 隠し絵
- 百人一首之内 山邊赤人
- 通俗三国志之内 华佗骨刮關羽箭療治图
- 強姦

- 吴用
- 史进
- 张横
- 燕青
- 樊瑞
- 花荣
- 朱贵

## 外部連結
- Kuniyoshi Project （页面存档备份，存于）
- 彩色浮世繪版畫的諷刺畫1842-1905 維也納大學東亞研究所的資料庫。收錄了歌川國芳的諷刺畫400張件以上。